# جشنواره فیلم ایرانی موزه هنرهای زیبای هیوستون
جشنواره فیلم ایرانی موزه هنرهای زیبای هیوستون (به انگلیسی: The Iranian Film Festival at The Museum of Fine Arts, Houston) نام یک جشنوارهٔ فیلم است که سالیانه در شهر هیوستون در تگزاس برگزار می‌گردد.
این جشنواره به منظور آشنا گردانیدن عموم با فیلم‌ها و فیلمسازان ایرانی برگزار می‌گردد، و میزبان آن موزه هنرهای زیبای هیوستون و دانشگاه رایس می‌باشند.
در سال ۲۰۰۹، شانزدهمین دوره این جشنواره برگزار می‌گردد.

## پیوند
- جشنواره فیلمهای ایرانی موزه هنرهای زیبای هیوستون ۲۰۱۹